# 莫拉斯
莫拉斯是德国梅克伦堡-前波美拉尼亚州的一个市镇。总面积16.78平方公里，总人口470人，其中男性246人，女性224人（2011年12月31日），人口密度28人/平方公里。